# Tour de Ski

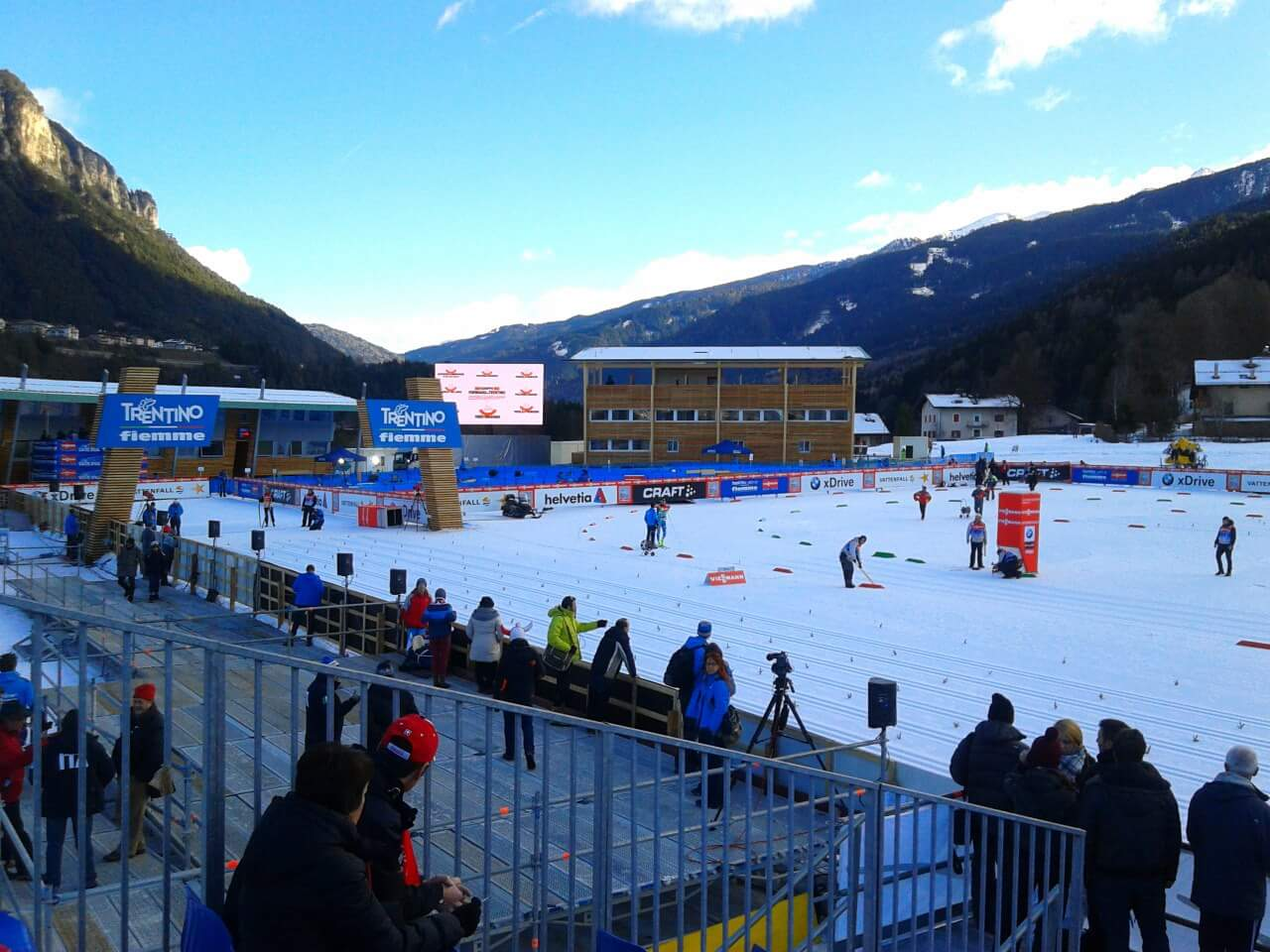
Tour de Ski 2013 allo Stadio del fondo di Lago di Tesero

Il Tour de Ski è una corsa a tappe di sci di fondo, che si disputa a cadenza annuale nell'Europa centrale a cavallo tra dicembre e gennaio. È organizzata dalla Federazione Internazionale Sci (FIS) e inserita nel calendario della Coppa del Mondo. La prima edizione si è svolta nell'inverno 2006-2007.
La formula si ispira alle corse a tappe del ciclismo. Nelle prime edizioni erano previste otto tappe in dieci giorni, tra cui un prologo, due gare sprint, una double pursuit e una tappa in salita. Le prove sono le stesse per uomini e donne e si svolgono nelle stesse giornate. Le sedi di tappa sono in Repubblica Ceca, Germania e Italia.
Una particolarità di questa gara è che l'ultima tappa, che si disputa su un percorso in salita sul pendio del Monte Cermis, si corre secondo la formula ad inseguimento: i corridori partono uno dopo l'altro separati dai distacchi accumulati in classifica generale nelle tappe precedenti. In questo modo l'ordine d'arrivo della tappa conclusiva costituisce la classifica finale, cioè il vincitore è colui che taglia per primo il traguardo (diversamente da quanto accade nelle corse a tappe di ciclismo).
I vincitori della prima edizione sono stati il tedesco Tobias Angerer e la finlandese Virpi Kuitunen.

## Albo d'oro

### Uomini
| Anno | Generale                | Generale               | Generale               | Coppa Sprint           |
| Anno | 1°                      | 2°                     | 3°                     | Coppa Sprint           |
| ---- | ----------------------- | ---------------------- | ---------------------- | ---------------------- |
| 2007 | Tobias Angerer          | Aleksandr Legkov       | Simen Østensen         | Tor-Arne Hetland       |
| 2008 | Lukáš Bauer             | René Sommerfeldt       | Giorgio Di Centa       | Petter Northug         |
| 2009 | Dario Cologna           | Petter Northug         | Axel Teichmann         | Tor-Arne Hetland       |
| 2010 | Lukáš Bauer             | Petter Northug         | Dario Cologna          | Petter Northug         |
| 2011 | Dario Cologna           | Petter Northug         | Lukáš Bauer            | Petter Northug         |
| 2012 | Dario Cologna           | Marcus Hellner         | Petter Northug         | Dario Cologna          |
| 2013 | Aleksandr Legkov        | Dario Cologna          | Maksim Vylegžanin      | Petter Northug         |
| 2014 | Martin Johnsrud Sundby  | Chris Andre Jespersen  | Petter Northug         | Martin Johnsrud Sundby |
| 2015 | Martin Johnsrud Sundby  | Petter Northug         | Evgeniy Belov          | Petter Northug         |
| 2016 | Martin Johnsrud Sundby  | Finn Hågen Krogh       | Sergej Ustjugov        | Martin Johnsrud Sundby |
| 2017 | Sergej Ustjugov         | Martin Johnsrud Sundby | Dario Cologna          | Sergej Ustjugov        |
| 2018 | Dario Cologna           | Martin Johnsrud Sundby | Alex Harvey            | Dario Cologna          |
| 2019 | Johannes Høsflot Klæbo  | Sergej Ustjugov        | Simen Hegstad Krüger   | Johannes Høsflot Klæbo |
| 2020 | Aleksandr Bol'šunov     | Sergej Ustjugov        | Johannes Høsflot Klæbo | Johannes Høsflot Klæbo |
| 2021 | Aleksandr Bol'šunov     | Maurice Manificat      | Denis Spicov           | Aleksandr Bol'šunov    |
| 2022 | Johannes Høsflot Klæbo  | Aleksandr Bol'šunov    | Iivo Niskanen          | Johannes Høsflot Klæbo |
| 2023 | Johannes Høsflot Klæbo  | Simen Hegstad Krüger   | Hans Christer Holund   | Johannes Høsflot Klæbo |
| 2024 | Harald Østberg Amundsen | Friedrich Moch         | Hugo Lapalus           | Lucas Chanavat         |
| 2025 | Johannes Høsflot Klæbo  | Mika Vermeulen         | Hugo Lapalus           | Johannes Høsflot Klæbo |

### Donne
| Anno | Generale                 | Generale                   | Generale                 | Coppa Sprint               |
| Anno | 1°                       | 2°                         | 3°                       | Coppa Sprint               |
| ---- | ------------------------ | -------------------------- | ------------------------ | -------------------------- |
| 2007 | Virpi Kuitunen           | Marit Bjørgen              | Valentyna Ševčenko       | Virpi Kuitunen             |
| 2008 | Charlotte Kalla          | Virpi Kuitunen             | Arianna Follis           | Virpi Kuitunen             |
| 2009 | Virpi Kuitunen           | Aino-Kaisa Saarinen        | Petra Majdič             | Petra Majdič               |
| 2010 | Justyna Kowalczyk        | Petra Majdič               | Arianna Follis           | Petra Majdič               |
| 2011 | Justyna Kowalczyk        | Therese Johaug             | Marianna Longa           | Justyna Kowalczyk          |
| 2012 | Justyna Kowalczyk        | Marit Bjørgen              | Therese Johaug           | Justyna Kowalczyk          |
| 2013 | Justyna Kowalczyk        | Therese Johaug             | Kristin Størmer Steira   | Justyna Kowalczyk          |
| 2014 | Therese Johaug           | Astrid Uhrenholdt Jacobsen | Heidi Weng               | Astrid Uhrenholdt Jacobsen |
| 2015 | Marit Bjørgen            | Therese Johaug             | Heidi Weng               | Marit Bjørgen              |
| 2016 | Therese Johaug           | Ingvild Flugstad Østberg   | Heidi Weng               | Ingvild Flugstad Østberg   |
| 2017 | Heidi Weng               | Krista Pärmäkoski          | Stina Nilsson            | Stina Nilsson              |
| 2018 | Heidi Weng               | Ingvild Flugstad Østberg   | Jessica Diggins          | Ingvild Flugstad Østberg   |
| 2019 | Ingvild Flugstad Østberg | Natal'ja Neprjaeva         | Krista Pärmäkoski        | Ingvild Flugstad Østberg   |
| 2020 | Therese Johaug           | Natal'ja Neprjaeva         | Ingvild Flugstad Østberg | Anamarija Lampič           |
| 2021 | Jessica Diggins          | Julija Belorukova          | Ebba Andersson           | Linn Svahn                 |
| 2022 | Natal'ja Neprjaeva       | Ebba Andersson             | Heidi Weng               | Johanna Hagström           |
| 2023 | Frida Karlsson           | Kerttu Niskanen            | Tiril Udnes Weng         | Tiril Udnes Weng           |
| 2024 | Jessica Diggins          | Heidi Weng                 | Kerttu Niskanen          | Linn Svahn                 |
| 2025 | Therese Johaug           | Astrid Øyre Slind          | Jessica Diggins          | Nadine Fähndrich           |